# Louis Rouquier
Pour les articles homonymes, voir Rouquier.
Louis Rouquier est un écrivain occitan et un homme politique français, né à Puisserguier le 12 octobre 1863 et décédé à Levallois-Perret, dont il fut maire, le 25 novembre 1939.

## Biographie
Louis Rouquier a écrit de nombreux ouvrages en langue occitane, sous le pseudonyme de Lou Bourret comme sous son propre nom, en occitan Loís Roquièr. Son œuvre recueille des trésors d'expressions et compte des scènes pittoresques de la vie de son époque dans lesquelles il met en scène le petit peuple. Il utilisa l'humour pour diffuser son parler, pour lui l'occitan ne pouvait pas être la langue de la tragédie, comme en témoignent ses propos: Ieu, quand sentissi que lou parpalhol nègre me voulastrèjo dins la closco, que la nèblo del desféssi escabournis moun cor e que m'emboutumi, aganti la plumo e galoi coumo la coulico, ensaji de vous faire rire. Son père littéraire était Jean Laurès, le vieux félibre de Villeneuve-lès-Béziers. Il fut très proche du Félibrige Latin, groupement languedocien présidé par Louis Roque-Ferrier, qui s'opposait à l'hégémonie du Félibrige. Il figure parmi les membres fondateurs de l'association Les Amis de la langue d'oc créée en 1919 par Joseph Loubet.
Selon son désir, il est inhumé au cimetière de Puisserguier.

## Œuvres littéraires
- Madamo Carpagnol ou la belo-maire de Picodur - Comedio coumico en un acte, Imprimerie J-B Perdraut, Béziers, 1898
- Jepo, lou Cassiniè, juchomen comique, Éditions J.B. Perdraut, Béziers, 1901
- Lous Manja-cagarous de Maurelha, poème héroï-comique, avec une préface de M. Louis Roque-Ferrier, Imprimerie Hamelin frères, Montpellier, 1902
- Uno Reuniu Publico a Campilhergues, Coumedio poulitico en un acte en vers, Imprimerie de l'Hérault, Béziers, 1905
- Chansons nues, Chansons Habillées, Imprimerie L. Binet, Levallois-Perret, 1922
- Contes à fioc de sal, contes salés, contes gaulois, chez l'auteur, Levallois-Perret, 1922
- Razimaduros, Contes de Bernat, moun ouncle, Bézucariès, Mescladisses, chez l'auteur, Levallois-Perret, 1922
- Countes a la Troubilho, Préface de M. Jean Camp, chez l'auteur, Levallois-Perret, 1925
- Contes à l'alholi, amb' un gloussari lengadossian-fransimand de mai de dous milo mots e un retrat de l'autou, E. Guitard, Paris, 1926
- Contes pounchuts amb la revirado literalo en fransimand e un gloussari de tres milo mots, Éditions EH Guitard, Librairie Occitane, 256 pages, 1928.
- Lou breviari de Rabelais, chez l'auteur, Levallois-Perret, 1930
- La filho e mai la maire, coumedio en un ate, chez l'auteur, Levallois-Perret, 1930
- Prouverbis e ditats, amb' uno prefassio de M. Charles Brun, chez l'auteur, Levallois Perret, 1931
- Lou bounéto de Bépou, Coumedio en dous ates en vers, H.G. Peyre, Paris, 1933.
- Las bragos rezoundados, scène en un acte en vers, H.G. Peyre, Paris, 1935
- Tres e tres fou sièis, Comédie en un acte en vers, H.G. Peyre, Paris, 1935
- A l'ande del vielhum, H.G. Peyre, Paris, 1938
- Las tentassius de San Antoni, H.G. Peyre, Paris, 1938
- Dono Putifar, coumédio rizoulièro en un acte, H.G. Peyre, 1939
- Lou messourguiè, la malauto, la quatreto, la mechino, scènes en un acte en vers, H.G. Peyre, Paris, s.d.

## Carrière politique

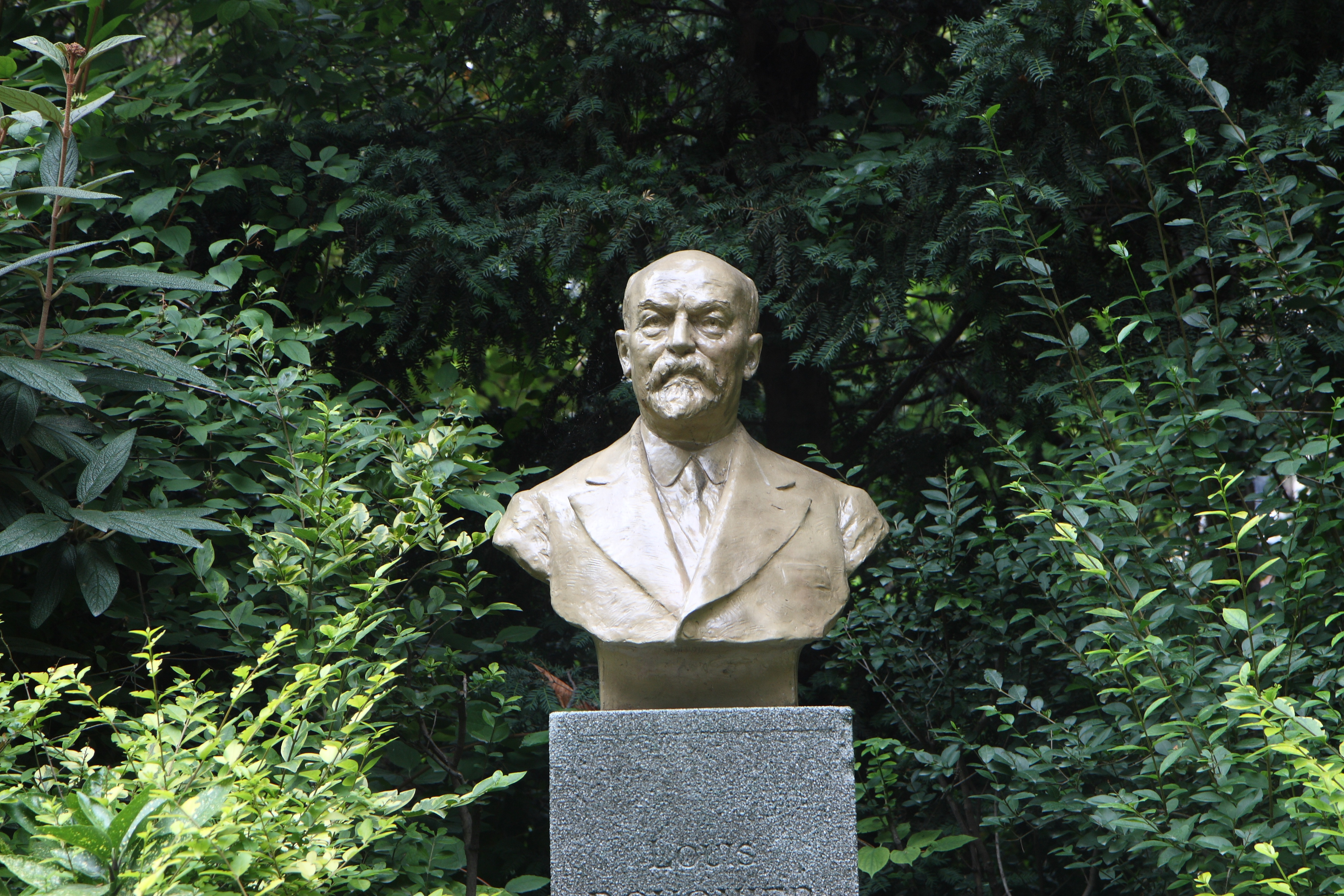
Buste de Louis Rouquier à Levallois

Son engagement politique - à gauche - se manifesta de manière décisive quand il créa le Syndicat des travailleurs de la terre de Puisserguier, et en participant par la suite à divers congrès syndicaux. Cependant la carrière politique de Louis Rouquier ne prendra son envol qu'à partir de son installation dans la banlieue parisienne (en 1906), à la suite de la crise viticole qui affecta gravement l'économie languedocienne[réf. nécessaire]. Pendant la guerre de 1914-1918, il devint secrétaire du Comité de Défense Sociale de Levallois-Perret qui aidait les familles des mobilisés dans leurs démarches administratives. Dans le même temps, il rentra à l'Union Fédérale des locataires de France et des Colonies, qui avait pour objet la création de coopératives d'habitations à loyer modéré (HLM).
Louis Rouquier a été maire de Levallois-Perret de 1919 à 1939, année de son décès. Il fut également conseiller général à partir de 1925, et député de la Seine de 1928 à 1932. À la Chambre des députés, il était inscrit au groupe des indépendants de gauche, et participait aux commissions de l'hygiène, des régions libérées, de l'administration générale.

## Hommage
À Puisserguier, son village natal héraultais, une rue "Al Bourret" lui rend hommage. Une salle de la bibliothèque municipale de Puisserguier, qui détient une partie de sa bibliothèque, porte son nom. À Levallois-Perret, il existe une rue Louis-Rouquier, ainsi qu'une statue représentant le buste du poète occitan, dans le parc de la Planchette.

### Sources
- « Louis Rouquier », dans le Dictionnaire des parlementaires français (1889-1940), sous la direction de Jean Jolly, PUF, 1960 [détail de l’édition]